# Chutney

Verschiedene Chutneys

Ein Chutney (anglisierte Transkription von Hindi चटनी caṭnī; Urdu چٹنی) ist eine würzige, teils süß-saure, mitunter auch scharf-pikante Sauce der indischen Küche. Die Beschaffenheit reicht von flüssig über cremig bis hin zu pastös. Darüber hinaus existieren auch Variationen mit Frucht- oder Gemüsestücken. Auch in Südafrika wird Chutney gerne serviert, z. B. zusammen mit Bobotie.

## Verbreitung und Verwendung
In Indien existieren mannigfaltige Variationen von Chutneys, die frisch zubereitet und insbesondere zu Mahlzeiten wie Dosa und Idli serviert werden. Auch Currys oder Reisgerichten verleihen Chutneys eine zusätzliche Geschmackskomponente und mildern durch ihren häufig hohen Fettgehalt die typische Schärfe indischer Gerichte. In der Regel basieren südindische Chutneys auf einem Püree aus Kokosnussfleisch und werden nach Belieben mit weiteren Zutaten, Gewürzen und Kräutern (z. B. mit Chili, Minze oder Korianderblättern) angereichert; gekühlt halten sie sich wenige Tage. Darüber hinaus gibt es auch Variationen auf der Basis von Gemüse oder Früchten (z. B. Aubergine oder Mango), häufig mit Tamarinde oder Amchur abgeschmeckt.
Die Engländer brachten Chutneys während der Kolonialzeit nach Europa, wo sich eher die Gemüse- und Frucht-Chutneys durchgesetzt haben. Es wurde üblich, Chutney in Gläsern einzumachen, um von einer langen Haltbarkeit zu profitieren. Häufig wird heute beispielsweise Tomate oder Mango verwendet. Die Zugabe von Zwiebeln und Knoblauch oder auch Kokosnuss und Korianderblättern ist ebenfalls typisch. Des Weiteren wird durch die Verwendung von Gewürzen und Säften wie Zucker, Chili, Ingwer, Zitronensaft, Tamarindenextrakt oder Essig die gewünschte Geschmacksrichtung verstärkt.
Chutneys werden demnach, abhängig von der Region und den verwendeten Zutaten, entweder ähnlich wie Marmelade gekocht und für die Lagerung eingemacht oder kalt püriert und frisch verzehrt.

## Varianten
- Hari Chutney („Grüner Chutney“) oder Hara masala („Grüne Mischung“) besteht aus Minze, Koriandergrün, möglichst frischen Kokosraspeln und reichlich grünen Chilis. Es wird oft mit Reis zu einem Pilaw vermischt; auch Huhn in Grüner Soße (Hara Masala Murgh) ist bekannt.